# جبل لا دولي
جبل لا دولي (بالإنجليزية: La Dôle)‏ هو أحد جبال سلسلة جورا ويقع في كانتون فود في سويسرا. يحتل المرتبة رقم 408 في قائمة جبال سويسرا من حيث الارتفاع، إذ يبلغ ارتفاعه حوالي 1677 متر، بينما يبلغ ارتفاع نتوء الجبل 355 متر.

## المناخ
يظهر الجدول التالي التغييرات المناخية على مدار السنة لجبل لا دولي:
| البيانات المناخية لـجبل لا دولي    | البيانات المناخية لـجبل لا دولي | البيانات المناخية لـجبل لا دولي | البيانات المناخية لـجبل لا دولي | البيانات المناخية لـجبل لا دولي | البيانات المناخية لـجبل لا دولي | البيانات المناخية لـجبل لا دولي | البيانات المناخية لـجبل لا دولي | البيانات المناخية لـجبل لا دولي | البيانات المناخية لـجبل لا دولي | البيانات المناخية لـجبل لا دولي | البيانات المناخية لـجبل لا دولي | البيانات المناخية لـجبل لا دولي | البيانات المناخية لـجبل لا دولي |
| الشهر                              | يناير                           | فبراير                          | مارس                            | أبريل                           | مايو                            | يونيو                           | يوليو                           | أغسطس                           | سبتمبر                          | أكتوبر                          | نوفمبر                          | ديسمبر                          | المعدل السنوي                   |
| ---------------------------------- | ------------------------------- | ------------------------------- | ------------------------------- | ------------------------------- | ------------------------------- | ------------------------------- | ------------------------------- | ------------------------------- | ------------------------------- | ------------------------------- | ------------------------------- | ------------------------------- | ------------------------------- |
| متوسط درجة الحرارة الكبرى °م (°ف)  | 0.1 (32.2)                      | −0.4 (31.3)                     | 1.6 (34.9)                      | 4.7 (40.5)                      | 9.7 (49.5)                      | 13.2 (55.8)                     | 15.9 (60.6)                     | 15.7 (60.3)                     | 12.1 (53.8)                     | 8.7 (47.7)                      | 3.3 (37.9)                      | 0.9 (33.6)                      | 7.1 (44.8)                      |
| المتوسط اليومي °م (°ف)             | −2.6 (27.3)                     | −3.0 (26.6)                     | −1.1 (30.0)                     | 1.5 (34.7)                      | 6.0 (42.8)                      | 9.3 (48.7)                      | 11.9 (53.4)                     | 11.7 (53.1)                     | 8.5 (47.3)                      | 5.5 (41.9)                      | 0.5 (32.9)                      | −1.8 (28.8)                     | 3.9 (39.0)                      |
| متوسط درجة الحرارة الصغرى °م (°ف)  | −5.0 (23.0)                     | −5.4 (22.3)                     | −3.6 (25.5)                     | −1.2 (29.8)                     | 3.1 (37.6)                      | 6.1 (43.0)                      | 8.5 (47.3)                      | 8.7 (47.7)                      | 5.8 (42.4)                      | 2.9 (37.2)                      | −2.0 (28.4)                     | −4.2 (24.4)                     | 1.1 (34.0)                      |
| الهطول مم (إنش)                    | 175 (6.9)                       | 149 (5.9)                       | 160 (6.3)                       | 128 (5.0)                       | 155 (6.1)                       | 148 (5.8)                       | 137 (5.4)                       | 137 (5.4)                       | 154 (6.1)                       | 181 (7.1)                       | 169 (6.7)                       | 195 (7.7)                       | 1٬888 (74.3)                    |
| متوسط تساقط الثلوج سم (إنش)        | 107.3 (42.2)                    | 81.8 (32.2)                     | 103.3 (40.7)                    | 60.8 (23.9)                     | 21 (8.3)                        | 0.8 (0.3)                       | 0 (0)                           | 0 (0)                           | 0.8 (0.3)                       | 13 (5.1)                        | 49.8 (19.6)                     | 91.7 (36.1)                     | 530.3 (208.8)                   |
| متوسط أيام هطول الأمطار (≥ 1.0 mm) | 12.7                            | 11.4                            | 12.9                            | 12.7                            | 14.9                            | 12.5                            | 11.7                            | 11.3                            | 10.5                            | 12.6                            | 12.4                            | 13.3                            | 148.9                           |
| متوسط الأيام المثلجة (≥ 1.0 cm)    | 10.4                            | 9.2                             | 11.1                            | 8                               | 3.2                             | 0.3                             | 0                               | 0                               | 0.3                             | 3.1                             | 6.8                             | 9.4                             | 61.8                            |
| متوسط الرطوبة النسبية (%)          | 74                              | 75                              | 79                              | 81                              | 82                              | 82                              | 80                              | 80                              | 83                              | 79                              | 77                              | 76                              | 79                              |
| ساعات سطوع الشمس الشهرية           | 114                             | 116                             | 137                             | 141                             | 152                             | 178                             | 205                             | 192                             | 161                             | 139                             | 109                             | 99                              | 1٬744                           |
| المصدر: MeteoSwiss                 |                                 |                                 |                                 |                                 |                                 |                                 |                                 |                                 |                                 |                                 |                                 |                                 |                                 |

## معرض صور

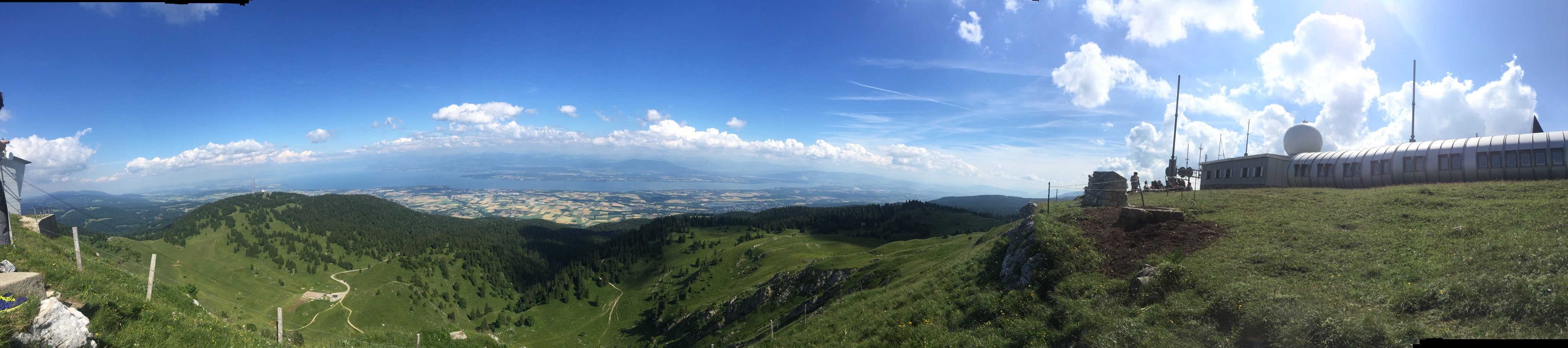
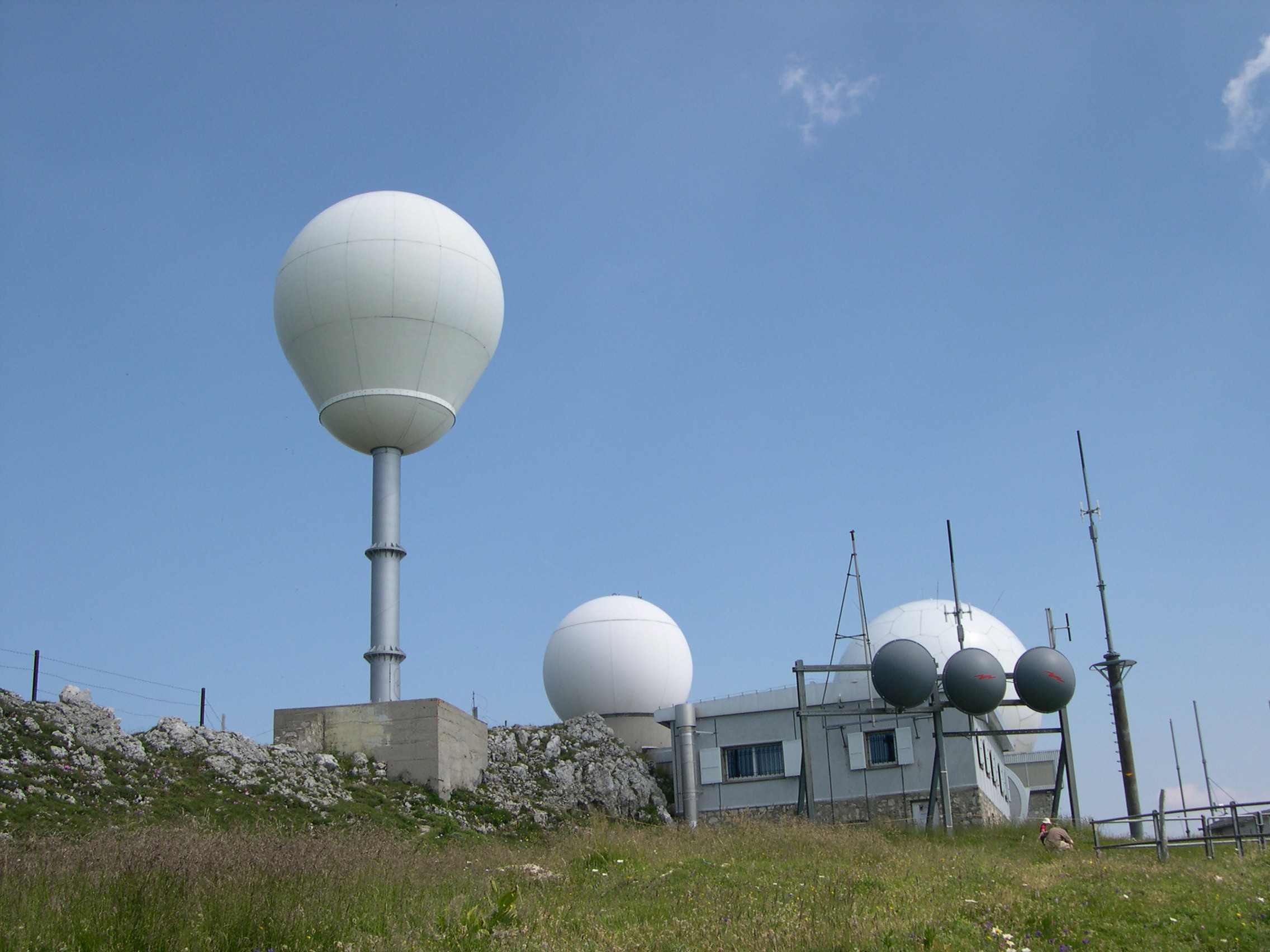
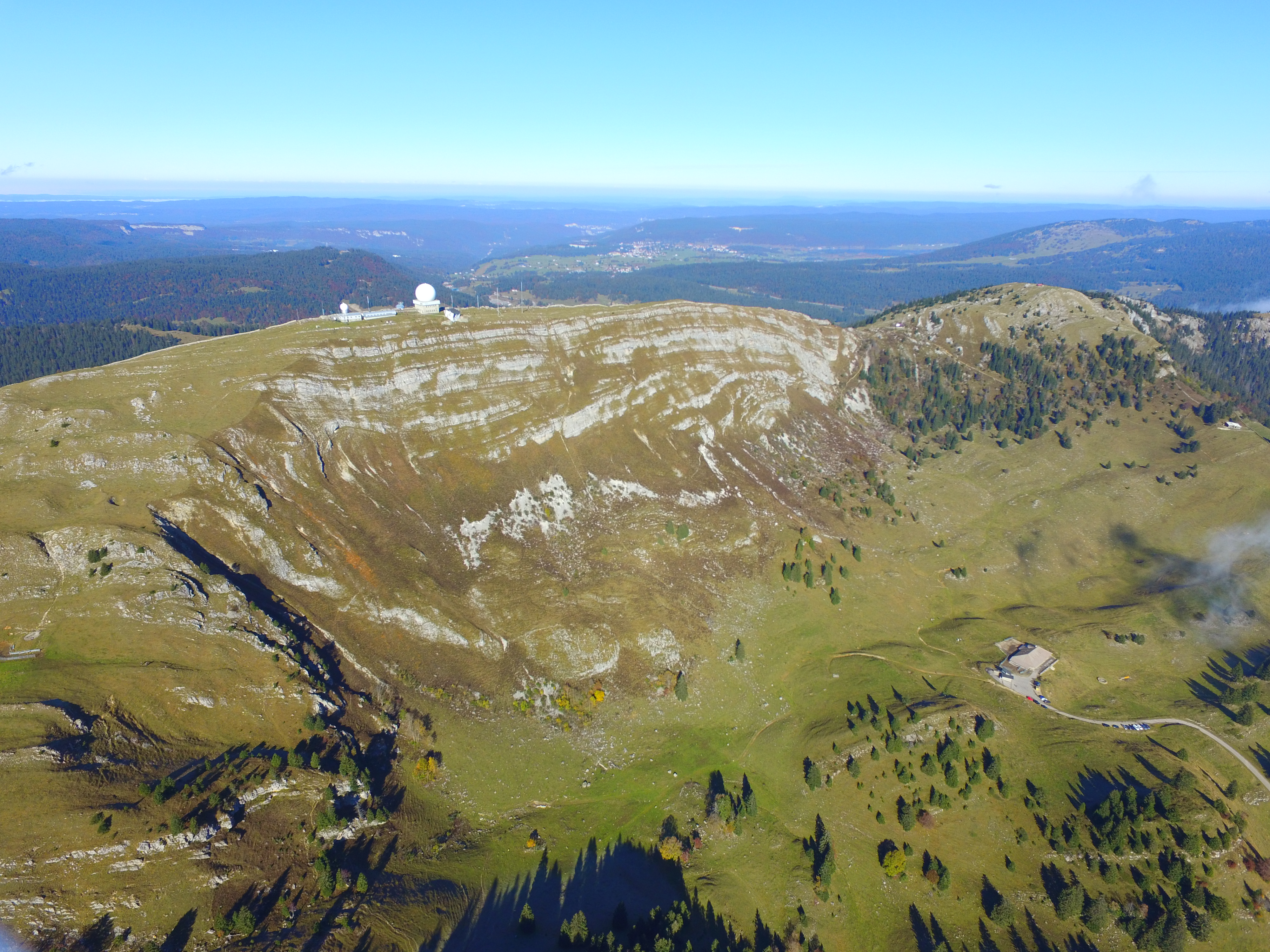